# Quake III Arena
Quake III Arena è uno sparatutto in prima persona sviluppato da Id Software e pubblicato da Activision il 2 Dicembre 1999. Una versione particolare è stata poi pubblicata nel 2010 col titolo di Quake Live.

## Trama
In un passato alquanto remoto i Signori dell'Arena - i Vadrigar - costruirono l'Arena Eternal, un gigantesco agglomerato di strutture, pieno di armi e di trappole, nella quale fecero combattere i guerrieri più famosi di tutti i tempi.
Non si sa quasi nulla di questi soggetti, i guerrieri rimasti uccisi durante lo scontro vengono automaticamente riportati in vita per non privare i Vadrigar del loro divertimento preferito. Colui che trionferà in tutte le battaglie dovrà infine scontrarsi con Xaero, il Signore dell'Arena Finale.

## Modalità di gioco

### Singleplayer
Il gioco singolo è articolato in una serie di sfide in arene chiuse e ben delimitate e non esiste la classica modalità "storia". In ognuna di esse si incontreranno diversi avversari (chiamati bot) che una volta sconfitti sbloccheranno vari  "tier" (sezioni da sbloccare procedendo nel gioco). In pratica, dopo una semplice arena che permette di prendere confidenza con i controlli, si hanno quattro mappe a disposizione. Vinte le sfide di queste mappe, si sblocca il "tier" successivo, dando la possibilità di giocare in quattro nuove arene. Ogni "tier" fa conoscere nuovi e più abili avversari controllati dal computer; l'ultima sfida del gioco rappresenta uno scontro con Xaero.
Vengono, inoltre, proposte una serie di sfide predefinite, in pratica costituite tutte da "free for all" contro uno o più avversari. Per poter usufruire delle altre modalità di gioco è necessario utilizzare la funzione "skirmish" (oppure "create" nel menù del multiplayer) per creare una partita personalizzata.

### Multiplayer
Nella modalità multiplayer, la giocabilità è frenetica e immediata; dopo l'uccisione degli avversari essi rientrano immediatamente in gioco dopo essere stati uccisi fino a raggiungere un certo punteggio, all'interno di arene. Le armi non hanno modalità di fuoco alternativo e non c'è localizzazione dei colpi (in qualunque parte del corpo si colpisca l'avversario, il danno è identico), questi due aspetti però sono stati implementati all'interno di alcuni Mod. A differenza di Quake 2, non ci sono le scale a pioli, sostituite da un buon numero di jump-pad (piattaforme di salto, talvolta chiamati anche bumper o jumper) e teletrasporti.
Le modalità del gioco base sono:
- Tournament - Scontri uno contro uno. Quando viene raggiunto il fraglimit, il perdente viene sostituito da uno degli spettatori.
- Free for all (FFA) - Il classico deathmatch dove si deve sparare a qualunque cosa si muova.
- Team deathmach (TDM) - Ci sono due squadre, si sommano i punti di tutti i componenti del team. Anche grazie a messaggi diretti soltanto alla nostra squadra, si possono organizzare efficaci azioni combinate (accerchiamenti, imboscate o semplice superiorità numerica).
- Capture the flag (CTF) - Ci sono due squadre. Si deve partire dalla nostra "base", arrivare a quella degli avversari, rubar loro la bandiera e portarla nella nostra base, e contemporaneamente difendere la nostra bandiera dalle loro incursioni.

## Colonna sonora
Le mappe in Quake 3 variano da luoghi spaziali a posti demoniaci e, nonostante ciò, la colonna sonora del gioco riconosce la mappa su cui ci si trova e ha tracce diverse che vengono riprodotte solo in certi tipi di mappa. Quake 1 e Quake 2, invece, avevano solo un tipo di traccia musicale.
La colonna sonora di Quake 3 è una collaborazione di Sonic Mayhem e Front Line Assembly. Sonic Mayhem ha pubblicato anche un album contenente la loro parte di soundtrack, insieme a una traccia bonus che non si può trovare in gioco.

## Sviluppo
Così come per i predecessori, nell'agosto 2005 anche il codice sorgente di Quake 3 Arena è stato successivamente reso disponibile sotto licenza Open Source. A causa di ciò vennero realizzati diversi port come OpenArena, un gioco alternativo completamente open source, dotato di texture ed effetti sonori alternativi, dato che quelli originali erano e sono attualmente protetti da copyright di id Software.
A partire dal 2008, id Software lo ha reso disponibile in versione gratuita e giocabile online tramite browser, intitolandolo Quake Live.

### Motore di gioco
Quake 3 è basato sul motore grafico id Tech 3, e utilizza uno schema fisico che non pretende di essere realistico, così gli sviluppatori hanno potuto inserire delle tecniche inverosimili ma in grado di rendere più avvincente la giocabilità (e probabilmente la mancanza di una modalità "storia" ha contribuito a questa libertà creativa).

## Opere correlate

### Team Arena
Team Arena è un'espansione ufficiale pubblicata da id Software ed incentrata sul gioco di squadra. Aggiunge nuove armi, mappe, personaggi e modalità di gioco. Team Arena è stato anche venduto in un unico package assieme al normale Quake 3, con la denominazione Quake III: Gold.
La versione demo di Quake III: Team Arena è stand-alone, cioè non necessita di avere installato Quake III Arena per funzionare, mentre la versione completa è un vero e proprio mod che necessita del gioco completo per funzionare.
Team Arena utilizza propri modelli di personaggi ed arene proprie. L'aspetto dei menù è stato modificato, e sono stati introdotti nuovi "ordini di squadra" da impartire ai bot. I personaggi comandati dal computer sono divisi in cinque clan: Crusader, Strogg, Intruder, The Fallen e Pagans. Dal menù principale è disponibile una sezione di aiuto che spiega le modalità di gioco e le caratteristiche degli oggetti.
Le modalità di gioco sono:
- Tournament: scontri uno contro uno.
- Capture The Flag: i giocatori sono divisi in due squadre. È necessario afferrare la bandiera posta nella base nemica e portarla nella propria base.
- One Flag CTF: i giocatori sono divisi in due squadre. Scopo del gioco è depositare una bandiera nel cuore della base avversaria.
- Overload: i giocatori sono divisi in due squadre. È necessario distruggere un "obelisco" che si trova all'interno della base avversaria: esso è in grado di assorbire molti danni e di rigenerarsi.
- Harvester: i giocatori sono divisi in due squadre. Fraggando gli avversari, compaiono dei teschi colorati a metà della mappa. Tali teschi vanno raccolti e depositati all'interno della base nemica.

A queste si aggiungono le modalità Free For All e Team Deathmatch, utilizzabili creando una partita personalizzata con l'opzione "Start Server".

### Motore grafico
Come altri giochi id Software, anche Quake 3 ha un motore grafico tecnicamente avanzato e flessibile. È stato venduto in licenza ad altre software house (fra cui la Raven) per essere utilizzato nello sviluppo di altri giochi: fra i più notabili si possono ricordare
Soldier of Fortune 2, American McGee's Alice, Star Trek: Elite Force e Star Wars: Jedi Knight II: Jedi Outcast. Questo era già accaduto in precedenza: anche Quake e Quake 2 hanno avuto "figli" quali Half-Life e Soldier of Fortune. La stessa id Software ha creato Quake Live, una versione modificata del gioco che funzionava completamente online, all'interno di un browser web: si poteva giocare gratuitamente, ma era necessaria la preventiva registrazione dell'utente ed erano presenti messaggi pubblicitari.
Con la pubblicazione del codice sorgente di Quake 3 con licenza GPL, altri soggetti possono riutilizzare tale motore per creare i propri giochi. È nato così ioquake3, una versione che corregge alcuni bug ed aggiunge alcune nuove caratteristiche, come il supporto per IPv6. ioquake3 richiede il possesso del gioco originale per la sua installazione, perché necessita di file che non possono essere distribuiti liberamente (soltanto il codice sorgente di Quake 3 è stato pubblicato con licenza libera: le texture, le mappe ed i modelli 3D sono sempre sotto copyright di idSoftware). Il motore di ioquake3, essendo a sua volta con licenza libera, può essere riutilizzato per creare ulteriori giochi completamente stand-alone con la rimozione del materiale coperto da copyright idSoftware: è nato così OpenArena, un gioco molto simile a Quake 3, ma totalmente sotto licenza libera. Altri giochi che utilizzano ioquake3 sono Tremulous e World of Padman.